# Comunitat urbana
Una Comunitat urbana (Communauté urbaine en francès) és una estructura intercomunal francesa amb fiscalitat pròpia que preveu una important integració de les comunes membres, molt més que les comunitats de comunes o les comunitats d'aglomeració.
Les comunitats urbanes eren, fins a la llei 2010-1563 del 16 de desembre de 2010, de reforma de les autoritats locals, la forma més integrada de les intercommunalitats franceses. Això ja no és el cas amb la creació, per aquesta llei, de metròpolis, que reben poders delegats pels municipis, sinó també pel departament o regions on es troben.
La llei de modernització de l'acció pública territorial i l'afirmació de les metròpolis (llei MAPTAM), votada el 2013, redueix els llindars demogràfics de creació de les comunitats urbanes de 450.000 a 250.000 habitants.
Les primeres Comunitats urbanes van ser creades pel Parlament francès el 31 de desembre de 1966. Originalment només hi havia quatre, que es trobaven a les àrees metropolitanes de Bordeus, Lilla, Lió i Estrasburg. Més tard, altres es van crear en altres àrees metropolitanes. El propòsit de les comunitats urbanes era aconseguir la cooperació i l'administració conjunta entre les grans ciutats i els seus suburbis independents. Aquest pas sovint seguia els intents fallits de fusionar les comunes (municipis) dins d'una àrea metropolitana.
Des de la creació dels metròpolis el 2011, diverses antigues Comunitats urbanes s'han convertit en metròpoli, per exemple, Niça, Estrasburg, Marsella, Nancy i Dijon.
Les comunitats urbanes són administrades per un consell anomenat "conseil communautaire" (consell comunitari), format per una representació proporcional dels membres dels ajuntaments de les ciutats membres. El consell està dirigit per un executiu format per un president i vicepresidents elegit pel consell. El president és en molts casos l'alcalde de la ciutat principal o més poblada. Els alcaldes de les altres ciutats sovint també són vicepresidents de l'executiu, els diputats-alcaldes sovint són membres del consell, igual que alguns dels consells municipals.

## Llista de comunitats urbanes
A gener del 2018 hi havia 11 Comunitats urbanes 
| Nom                                              | Centre        | Creació | Nombre de municipis | Població (2014) |
| ------------------------------------------------ | ------------- | ------- | ------------------- | --------------- |
| Comunitat urbana d'Alençon                       | Alençon       | 1996    | 36                  | 56.580          |
| Comunitat urbana Angers Loire Metròpoli          | Angers        | 2016    | 30                  | 274.708         |
| Comunitat urbana d'Arràs                         | Arràs         | 1998    | 39                  | 107.582         |
| Comunitat urbana Grand Paris Seine et Oise       | Aubergenville | 2016    | 73                  | 405.368         |
| Comunitat urbana Caen la Mer                     | Caen          | 2017    | 50                  | 256.181         |
| Comunitat urbana de Dunkerque                    | Dunkerque     | 1968    | 18                  | 201.380         |
| Comunitat urbana Creusot Montceau                | Le Creusot    | 1970    | 27                  | 96.088          |
| Le Mans Métropole                                | Le Mans       | 1971    | 14                  | 205.256         |
| Comunitat urbana Perpinyà Mediterrània Metròpoli | Perpinyà      | 2016    | 36                  | 264.105         |
| Gran Poitiers                                    | Poitiers      | 2017    | 40                  | 192.000         |
| Gran Reims                                       | Reims         | 2017    | 144                 | 299.054         |